# Rajd na Salamaua i Lae
Rajd na Salamaua i Lae – przeprowadzony 10 marca 1942 roku amerykański rajd lotniskowców USS „Lexington” (CV-2) i USS „Yorktown” (CV-5) na japońskie kotwicowisko przy wyspach Salamaua i Lae na północ od Nowej Gwinei. Amerykańskie uderzenie zakończyło się umiarkowanym sukcesem w postaci zatopienia krążownika pomocniczego, transportowca i trałowca, miał jednak strategiczne konsekwencje, w postaci uświadomienia japońskiemu dowództwu, że dalsza ofensywa na południe nie jest możliwa bez wsparcia ze strony lotniskowców Połączonej Floty, co w konsekwencji doprowadziło do bitwy na Morzu Koralowym.
Rajd został przeprowadzony przy minimalnym, z powodu całkowitego zaskoczenia, oporze ze strony japońskiej, zademonstrował jednak całkowitą nieskuteczność w tym okresie wojny, amerykańskich torped lotniczych Mark XIII. Był też pierwszą operacją bojową, w której działające w zespole dwa amerykańskie lotniskowce atakowały jeden cel.